# 舍烏利亞鄉
46°38′N 24°13′E / 46.633°N 24.217°E
舍烏利亞鄉（羅馬尼亞語：Comuna Șăulia, Mureș），是羅馬尼亞的鄉份，位於該國中部，由穆列什縣負責管轄，面積25平方公里，海拔高度338米，2007年人口2,197，人口密度每平方公里88人。